# 595
| 595                |
| ------------------ |
| Dødsfald - Fødsler |
|                    |

| Gregoriansk kalender | 595 DXCV                |
| Ab urbe condita      | 1348                    |
| Armensk kalender     | 44 ԹՎ ԽԴ                |
| Kinesiske kalender   | 3291 – 3292 甲寅 – 乙卯 |
| Etiopisk kalender    | 587 – 588               |
| Jødisk kalender      | 4355 – 4356             |
| Hindukalendere       |                         |
| - Vikram Samvat      | 650 – 651               |
| - Shaka Samvat       | 517 – 518               |
| - Kali Yuga          | 3696 – 3697             |
| Iransk kalender      | 27 BP – 26 BP           |
| Islamisk kalender    | 28 BH – 27 BH           |

Se også 595 (tal)